# SC Motor Jena
SC Motor Jena was een prestatiegerichte sportclub uit het Oost-Duitse Jena. De club was actief in onder andere atletiek, worstelen, schermen, hockey, tafeltennis, voetbal en zwemmen. 
De club werd op 19 november 1954 opgericht. Aanvankelijk was de club ook actief in voetbal en de club was actief in de DDR-Oberliga. In 1966 werd besloten dat voetbal een speciale status kreeg in de DDR en zo werden alle voetbalafdelingen van de sportclubs onafhankelijk gemaakt en van de grotere steden werd er een FC gemaakt. De afdeling van Motor werd FC Carl Zeiss Jena. 
Na de Duitse hereniging werd de club ontbonden en ging op in TuS Jena.